# Юху и его друзья (мультсериал, 2009)
«Юху и его друзья» (англ. YooHoo & Friends) (кор. 유후와 친구들) — южно-корейский анимированный детско-телевизионный мультсериал, основанный на серии игрушек с тем же названием, выпущенный корейским производителем игрушек Aurora World. Серия дебютировала на корейском канале вещания KBS2, а затем KBS1 с 2 июля 2010 года по 10 апреля 2015 года.

## Краткий сюжет

### Сезон 1
Чудесная планета Юху и его друзей, под названием "Ютопия" находится в опасности из-за надвигающейся экологической катастрофы. Симпатичным пушистикам необходимо срочно найти способ исправить сложившуюся ситуацию. Вся надежда только на волшебные семена Дерева жизни, которые разбросаны по всему миру. Герои отправляются в опасное и захватывающее путешествие, чтобы спасти свой дом.

### Сезон 2
Юху и его друзья живут мирно, пока два таинственных крокодила, Упс и Купс, которые работают на своего коррумпированного лидера Большого Босса, не приходят в мир Юху, чтобы украсть волшебный родник и продавать его. Юху и его друзья объединяются, чтобы сорвать их планы и спасти Гринит.

### Сезон 3
Продолжение 2 сезона, в котором Юху и его друзей ждёт много новых приключений.

## Эпизоды
| Сезон | Сезон | Эпизоды | В эфире         | В эфире         |
| Сезон | Сезон | Эпизоды | Премьера        | Конец           |
| ----- | ----- | ------- | --------------- | --------------- |
|       | 1     | 52      | 2 июля 2009     | 18 декабря 2009 |
|       | 2     | 52      | 11 октября 2013 | 24 мая 2014     |
|       | 3     | 52      | 11 января 2015  | 9 апреля 2015   |

## Персонажи
- Юху (англ. YooHoo, кор. 유후 (Yuhu)) — кремово-серый галаго с голубыми глазами и синим и серым полосатым хвостом. Начиная со 2 сезона, он носит небольшую коричневую сумку для важных случаев. Главный герой сериала и превосходный лидер; будучи самым верным и приятным другом для всех своих друзей, он держит команду вместе. Его любимая фраза «Юху!» Влюблен в Памми, однако скрывает это перед своими друзьями. Иногда спорит с Лемми, часто из-за лидерства.
- Памми (англ. Pammee, кор. 패미 (Paemi)) — розово-белая лиса фенек с розовыми глазами и розово-белым полосатым хвостом. Со 2 сезона она носит розовый бант в правой части её головы. Она описывается как принцесса из-за её застенчивой и девической природы, и она постоянно находит случайные вещи романтичными. Она также очень оптимистична, обычно это голос разума для всей группы. Памми, благодаря огромным ушам, обладает способность слышать то, что её друзья не могут услышать, и благодаря этому она может общаться с природой.
- Руди (англ. Roodee, кор. 루디 (Ludi)) — жёлто-коричневая капуциновая обезьяна с жёлтыми глазами и оранжево-коричневым полосатым хвостом, описанный, как изобретатель группы. Он самый умный в команде, способный строить сложные изобретения и обычно читает свою энциклопедию для подсказок. Он постоянно соперничает с Лемми и последовательно спорит с ним. Во втором и третьем сезоне он ходит в очках, а если он теряет их, то начинает злиться и превращается в огромного монстра, пока ему не наденут очки обратно.
- Чиву (англ. Chewoo, кор. 츄우 (Chyuu)) — красная белка с белыми полосками и розовыми глазами. Со 2 сезона она носит зелёную шляпу. Она описывается как чирлидер; постоянно веселая и оптимистичная. Её ребячество постоянно вызывает у неё проблемы. Иногда она не думает дважды о своих действиях; чаще всего она помогает команде выполнить свою задачу. Она является причиной событий первого сезона - причиной, по которой все зелёные семена разбросаны по всему миру.
- Лемми (англ. Lemmee, кор. 레미 (Lemi)) — серо-белый кошачий лемур с желтыми глазами, чёрной меткой и серо-белым полосатым хвостом, а со второго сезона носит красную бабочку. Он описывается как ворчливый изгой группы друзей. Неудивительно, что он ворчун; часто спорит с Руди, а затем с Юху. Однако, несмотря на то, что он сердитый "снаружи", он добрый "внутри", он иногда демонстрирует свою приятную сторону своим друзьям, часто давая им хорошие советы в некоторых ситуациях. Его глаза могут светиться, как фонари.

## Роли озвучивали
| Персонаж | Оригинальная озвучка  |
| -------- | --------------------- |
| Юху      | Чон Сук Гён           |
| Памми    | Ю Джи Вон             |
| Руди     | Ом Сан Хён            |
| Чиву     | Хан Шин Чжон          |
| Лемми    | Сон Чон Хи/Ли Вон Чан |

| Персонаж                               | Русский дубляж                                         |
| -------------------------------------- | ------------------------------------------------------ |
| Юху                                    | Елена Чебатуркина (1 сезон)/Ольга Голованова (2 сезон) |
| Памми, Карамел                         | Ольга Шорохова                                         |
| Руди (1 сезон)                         | Евгений Вальц                                          |
| Руди (2 сезон), Купс, закадровый голос | Олег Вирозуб                                           |
| Чиву                                   | Ольга Зверева                                          |
| Лемми                                  | Ольга Кузнецова                                        |
| Большой Босс, Упс                      | Никита Прозоровский                                    |

## Производство
«Юху и его друзья» был разработан в 2007 году и создан для обучения детей защите и сохранению окружающей среды. Первый сезон был анимирован nSac Entertainment, Studio Vandal, Magic Image Co., Ltd. и MICO. Ltd. Мультсериал длился три сезона, состоящих из 65 серий, и официально закончилась в 2015 году. В настоящее время Lawless Entertainment владеет правами на распространение мультсериала в Северной Америке.

## Премьера
«YooHoo & Friends» дебютировал в Южной Корее на телеканале KBS2, а затем на KBS1 с 2 июля 2009 года по 11 апреля 2015 года.

## Трансляция
В России мультсериал транслировался на телеканале Карусель.

## Aмериканская бастардизация (или «Юху и его друзья Shattered Glass») (2012 год)

### Сравнение
| Hомер эпизод | Oригинальный                     | Бастардизация                             |
| ------------ | -------------------------------- | ----------------------------------------- |
| 1a           | Чиву не птенец!                  | The YooHoos Meet Father Time              |
| 1b           | Исчезнувшая Ютопия               | Sugar Rabies                              |
| 2a           | Тайна Баобаба                    | Hairy Water                               |
| 2b           | Кто найдет воду первым?          | Fruit of the Doom                         |
| 3a           | Покоряя водопад Виктория         | Hydro Pain                                |
| 3b           | Синегривый Лев                   | Mane Wreck                                |
| 4a           | Одноглазый монстр                | Rookie Monster                            |
| 4b           | Где же Юху?                      | Gorilla My Dreams                         |
| 5a           | Поймай зеленое семечко!          | The Pelican Grief                         |
| 5b           | Братья сурикаты                  | Water You Talkin' About?                  |
| 6a           | Братьев Сурикатов не остановить! | King Frowny Face                          |
| 6b           | Похищенная энциклопедия          | Salt Lick City                            |
| 7            | Пустынный рай (, )               | Gone Wishin'/Happy Loves Martha           |
| 8a           | Загадки пирамиды                 | Mummy Dearest                             |
| 8b           | Найти долину эльфов!             | Let's Talk Turkey!                        |
| 9a           | Летучие мыши-вампиры             | Scare Play                                |
| 9b           | Зеленое семечко в озере          | Radioactive Bird Jewelry!                 |
| 10a          | Музыкант Руни                    | Loonee Sings the Blues                    |
| 10b          | Щеголь Либи                      | Handsome Is My Maiden Name                |
| 11a          | Чей это мешочек?                 | The Plastic Grapes of Wrath               |
| 11b          | Тайны пещеры Альтамира           | The Missing Lynx                          |
| 12a          | Поиски радужной гальки           | The Secret of Stonehenge                  |
| 12b          | Младший сурикат, друг Чиву       | Mole Berries                              |
| 13a          | Спящая Памми                     | The Tree of Wife                          |
| 13b          | Над горами Алтая                 | Say Freeze!                               |
| 14           | Панда Лин Лин (, )               | Squirrel of My Dreams/Ring Ring the Panda |
| 15a          | Поддельный медитатор             | Eau de Toilet                             |
| 15b          | Руди покидает группу             | Cry Me a River!                           |
| 16a          | Сурикат-великий изобретатель     | The Nasty Book                            |
| 16b          | Пора посидеть с младенцем!       | Nasty Rhinoplasty                         |
| 17a          | Джош болтун                      | The Venus Man-Trap                        |
| 17b          | В поисках невидимого острова     | Stoney Island                             |
| 18a          | В плену у павианов!              | Shaolin Monkey                            |
| 18b          | Другой рай                       | Dr. Platypus and the Flying Squirrels     |
| 19a          | Секрет земного рая               | The Return of Dr. Platypus                |
| 19b          | Два семени                       | Worms of Endearment                       |
| 20a          | Куки, пингвин Антарктиды         | Bloodthirsty the Penguin                  |
| 20b          | Уловка сурикатов                 | Boring Stone People                       |
| 21a          | Состязание в Мачу-Пикчу          | Machu Picchu Macho Taco                   |
| 21b          | Очки для очкового медведя        | Bearly News                               |
| 22a          | До свидания, розовый дельфин     | Mustache Sauce                            |
| 22b          | Подводная лодка Руди             | Peanut Butter and Jellyfish               |
| 23a          | Кактусовая пустыня               | Cactus Makes Perfect!                     |
| 23b          | Берегись! Сильный жар!           | Pi Hole                                   |
| 24a          | Утрата мешочка для семечек       | Nasty Ads                                 |
| 24b          | До встречи, братья Сурикаты!     | The Bland Canyon                          |
| 25a          | Братья Бобры                     | Beaver Dang                               |
| 25b          | Леми, спаси нас!                 | Buffalo Blow                              |
| 26a          | На северный полюс!               | Frozen Air in a Can                       |
| 26b          | Домой, в Ютопию!                 | The Wish                                  |